# John Lyde
John Lyde (* 1976) ist ein US-amerikanischer Filmregisseur, Filmproduzent, Kameramann, Filmeditor und Drehbuchautor. Gelegentlich tritt er hauptsächlich in seinen Filmen auch als Schauspieler in Erscheinung. Seine Filme werden gerne dem Low-Budget-Filmen zugeordnet. Er tritt in seiner Tätigkeit als Kameramann und Filmeditor auch unter dem Pseudonym Airk Thaughbaer in Erscheinung.

## Leben
Lyde ist Vater von vier Kindern und ist seit dem 13. Dezember 1997 mit der Filmproduzentin Lorien Lyde verheiratet. Seine Brüder sind Kevin und Steven Lyde, die beide als Tontechniker und Schauspieler tätig sind.
Seit 2002 tritt er in verschiedenen Funktionen in der Filmindustrie in Erscheinung. Überwiegend dreht er seine Filme im US-Bundesstaat Utah und greift gerne auf Schauspieler zurück, mit denen er früher schon gearbeitet hat wie Danielle Chuchran, Paul D. Hunt oder James C. Morris.

## Filmografie

### Regie
- 2002: The Field Is White
- 2003: The Collectors
- 2003: In the Service of God (Kurzfilm)
- 2004: Hoops (Kurzfilm)
- 2004: Dear John (Kurzfilm)
- 2005: Latter-Day Night Biscuit
- 2006: Take a Chance
- 2006: Money or Mission (Kurzfilm)
- 2008: The Eleventh Hour
- 2009: Minor Details
- 2009: One Man's Treasure
- 2010: You're So Cupid!
- 2010: Hunger Games: Katniss & Rue (Kurzfilm)
- 2011: Hunger Games: The Second Quarter Quell (Kurzfilm)
- 2012: Abide with Me (Kurzfilm)
- 2012: Osombie
- 2012: Orangen zu Weihnachten (Christmas Oranges)
- 2012: The Writers' Block (Fernsehserie, Episode 3x04)
- 2013: Schattenkrieger – The Shadow Cabal (SAGA – Curse of the Shadow)
- 2013: Christmas for a Dollar
- 2014: The Hanging Tree (Kurzfilm)
- 2014: Sternenkrieger – Survivor (Survivor)
- 2014: One Shot
- 2014: No Ordinary Shepherd (Kurzfilm)
- 2014: The Christmas Dragon
- 2014: Mochila: A Pony Express Adventure (Kurzfilm)
- 2014: Assassins Creed Black Flag Short Film (Kurzfilm)
- 2015: He Knows My Name (Kurzfilm)
- 2015: Miracle Maker
- 2015: Caged to Kill (Riot)
- 2016: Come Unto Me (Kurzfilm)
- 2016: Mythica: The Iron Crown
- 2016: Mythica: The Godslayer
- 2017: 626 Evolution
- 2017: Story Tellers: An Evening with Colorful Characters
- 2017: The Killing Pact (Fernsehfilm)
- 2017: The High Road (Kurzfilm)
- 2017: Carthage
- 2017: My Broken Horse Christmas (Kurzfilm)
- 2018: The Outpost (Fernsehserie, 4 Episoden)
- 2018: The Christmas Apron (Kurzfilm)
- 2019: The Trial of Porter Rockwell (Kurzfilm)
- 2019: A Candle in the Window (Kurzfilm)
- 2020: Her Deadly Reflections
- 2020: Young Joseph 1820 (Kurzfilm)
- 2020: Healing Hearts

### Produktion
- 2002: The Field Is White
- 2003: The Collectors
- 2003: In the Service of God (Kurzfilm)
- 2004: Hoops (Kurzfilm)
- 2004: Dear John (Kurzfilm)
- 2006: Take a Chance
- 2006: Money or Mission (Kurzfilm)
- 2007: House of Fears
- 2008: The Eleventh Hour
- 2009: Minor Details
- 2009: One Man’s Treasure
- 2010: You’re So Cupid!
- 2010: Hunger Games: Katniss & Rue (Kurzfilm)
- 2011: Hunger Games: The Second Quarter Quell (Kurzfilm)
- 2012: Abide with Me (Kurzfilm)
- 2012: Osombie
- 2012: Orangen zu Weihnachten (Christmas Oranges)
- 2013: Schattenkrieger – The Shadow Cabal (SAGA – Curse of the Shadow)
- 2013: Christmas for a Dollar
- 2014: Sternenkrieger – Survivor (Survivor)
- 2014: One Shot
- 2014: No Ordinary Shepherd (Kurzfilm)
- 2014: The Christmas Dragon
- 2014: Mochila: A Pony Express Adventure (Kurzfilm)
- 2015: He Knows My Name (Kurzfilm)
- 2015: Miracle Maker
- 2015: Caged to Kill (Riot)
- 2016: Come Unto Me (Kurzfilm)
- 2017: 626 Evolution
- 2017: Story Tellers: An Evening with Colorful Characters
- 2017: The Killing Pact (Fernsehfilm)
- 2017: The High Road (Kurzfilm)
- 2017: Carthage
- 2017: My Broken Horse Christmas (Kurzfilm)
- 2018: The Christmas Apron (Kurzfilm)
- 2019: The Trial of Porter Rockwell (Kurzfilm)
- 2019: A Candle in the Window (Kurzfilm)
- 2020: Her Deadly Reflections
- 2020: Young Joseph 1820 (Kurzfilm)

### Kamera
- 2003: The Collectors
- 2004: Sons of Provo
- 2004: Dear John (Kurzfilm)
- 2005: Latter-Day Night Biscuit
- 2006: Take a Chance
- 2007: Beauty and the Beast: A Latter-Day Tale
- 2007: Sons of Provo: Confidential (Kurzfilm)
- 2008: The Eleventh Hour
- 2008: Blank Slate (Fernsehfilm)
- 2009: Minor Details
- 2009: One Man’s Treasure
- 2009: Das Weihnachtswunder (Christmas Angel)
- 2011: Midway to Heaven
- 2011: Age of the Dragons
- 2012: Life According to Penny (Kurzfilm)
- 2012: Abide with Me (Kurzfilm)
- 2012: Osombie
- 2012: Orangen zu Weihnachten (Christmas Oranges)
- 2013: Schattenkrieger – The Shadow Cabal (SAGA – Curse of the Shadow)
- 2013: Christmas for a Dollar
- 2013: Storm Rider – Schnell wie der Wind (Storm Rider)
- 2014: Sternenkrieger – Survivor (Survivor)
- 2014: One Shot* 2014: No Ordinary Shepherd (Kurzfilm)
- 2014: The Christmas Dragon
- 2014: Mochila: A Pony Express Adventure (Kurzfilm)
- 2015: He Knows My Name (Kurzfilm)
- 2015: Miracle Maker
- 2015: Caged to Kill (Riot)
- 2016: Come Unto Me (Kurzfilm)
- 2017: Story Tellers: An Evening with Colorful Characters
- 2017: The Killing Pact (Fernsehfilm)
- 2017: The High Road (Kurzfilm)
- 2017: Carthage
- 2017: My Broken Horse Christmas (Kurzfilm)
- 2018: The Outpost (Fernsehserie, 3 Episoden)
- 2018: The Christmas Apron (Kurzfilm)
- 2019: The Trial of Porter Rockwell (Kurzfilm)
- 2019: A Candle in the Window (Kurzfilm)
- 2019: Matchmaker Christmas (Fernsehfilm)
- 2019: Timeless Love
- 2020: Her Deadly Reflections
- 2020: Retreat to Paradise
- 2020: Young Joseph 1820 (Kurzfilm)
- 2020: Romance in the Air (Fernsehfilm)

### Schnitt
- 2002: The Field Is White
- 2003: The Collectors
- 2003: In the Service of God (Kurzfilm)
- 2004: Hoops (Kurzfilm)
- 2004: Sons of Provo
- 2004: Dear John (Kurzfilm)
- 2005: Mobsters and Mormons
- 2005: Latter-Day Night Biscuit
- 2006: Church Ball
- 2006: Take a Chance
- 2006: Money or Mission (Kurzfilm)
- 2006: Outlaw Trail: The Treasure of Butch Cassidy
- 2007: Sons of Provo: Confidential (Kurzfilm)
- 2007: The Dance
- 2007: Turn Around
- 2007: Heber Holiday
- 2007: House of Fears
- 2007: Passage to Zarahemla
- 2007: The Singles 2nd Ward
- 2008: Bluetiful (Kurzfilm)
- 2008: Rescued
- 2008: Forever Strong
- 2008: The Eleventh Hour
- 2009: Minor Details
- 2009: Fifty Cents (Kurzfilm)
- 2009: One Man’s Treasure
- 2009: Once Upon a Summer
- 2009: Das Geheimnis des wilden Mustangs (The Wild Stallion)
- 2010: Hunger Games: Katniss & Rue (Kurzfilm)
- 2011: Start with Nothing
- 2011: Midway to Heaven
- 2011: Age of the Dragons
- 2011: Hunger Games: The Second Quarter Quell (Kurzfilm)
- 2011: Frohe Weihnachten – Jetzt erst recht (A Christmas Wish)
- 2012: Life According to Penny (Kurzfilm)
- 2012: Abide with Me (Kurzfilm)
- 2012: Osombie
- 2012: Orangen zu Weihnachten (Christmas Oranges)
- 2012: Einsatz auf vier Pfoten 2 – Das Weihnachtsmärchen geht weiter (12 Dogs of Christmas: Great Puppy Rescue)
- 2013: Uphill Battle
- 2013: Schattenkrieger – The Shadow Cabal (SAGA – Curse of the Shadow)
- 2013: Christmas for a Dollar
- 2014: The Hanging Tree (Kurzfilm)
- 2014: Sternenkrieger – Survivor (Survivor)
- 2014: Nowhere Safe (Fernsehfilm)
- 2014: One Shot
- 2014: No Ordinary Shepherd (Kurzfilm)
- 2014: The Christmas Dragon
- 2014: Mochila: A Pony Express Adventure (Kurzfilm)
- 2015: He Knows My Name (Kurzfilm)
- 2015: Caged to Kill (Riot)
- 2016: Come Unto Me (Kurzfilm)
- 2017: Story Tellers: An Evening with Colorful Characters
- 2017: The Killing Pact (Fernsehfilm)
- 2017: The High Road (Kurzfilm)
- 2017: Carthage
- 2017: My Broken Horse Christmas (Kurzfilm)
- 2018: The Outpost (Fernsehserie, 3 Episoden)
- 2018: The Christmas Apron (Kurzfilm)
- 2019: The Trial of Porter Rockwell (Kurzfilm)
- 2019: A Candle in the Window (Kurzfilm)
- 2020: Her Deadly Reflections
- 2020: Young Joseph 1820 (Kurzfilm)

### Drehbuch
- 2002: The Field Is White
- 2003: The Collectors
- 2003: In the Service of God (Kurzfilm)
- 2004: Hoops (Kurzfilm)
- 2004: Dear John (Kurzfilm)
- 2006: Take a Chance
- 2006: Money or Mission (Kurzfilm)
- 2007: House of Fears
- 2008: The Eleventh Hour
- 2009: One Man’s Treasure
- 2012: Abide with Me (Kurzfilm)
- 2014: Sternenkrieger – Survivor (Survivor)
- 2014: No Ordinary Shepherd (Kurzfilm)
- 2014: The Christmas Dragon
- 2014: Mochila: A Pony Express Adventure (Kurzfilm)
- 2015: Caged to Kill (Riot)
- 2019: A Candle in the Window (Kurzfilm)
- 2020: Her Deadly Reflections
- 2020: Young Joseph 1820 (Kurzfilm)

### Schauspieler
- 2003: The Collectors
- 2007: House of Fears
- 2008: The Eleventh Hour
- 2011: Age of the Dragons
- 2012: Saints and Soldiers II: Airborne Creed (Saints and Soldiers: Airborne Creed)
- 2013: Schattenkrieger – The Shadow Cabal (SAGA – Curse of the Shadow)